# Scaevola revoluta
Scaevola revoluta är en tvåhjärtbladig växtart. Scaevola revoluta ingår i släktet Scaevola och familjen Goodeniaceae.

## Underarter
Arten delas in i följande underarter:
- S. r. revoluta
- S. r. stenostachya
- S. r. viscida